# Ellen Widmann
Ellen Widmann (født 15. december 1894, død 22. oktober 1985) var en schweizisk skuespillerinde. Hun er bedst kendt for sin medvirken i thrillerfilmen M fra 1931.
Widmanns karriere på teatret begyndte i Tyskland i 1914. I Schweiz var hun ansat Schauspielhaus Zürich i tyve år fra 1939. Hun grundlagde i 1951 Zürichs kammerkor, som turnerede rundt i Europa, og hun var desuden aktiv i radioen. Widmann nåede i sit liv at medvirke i omkring 30 filmproduktioner, en karriere der strakte sig indtil slutningen af 1970'erne.
Ellen Widmann var datter af Max Widmann (1867-1946) og hans hustru Anna, samt barnebarn til forfatteren Josef Viktor Widmann (1842-1911).

## Udvalgt filmografi
- M (1931)
- Wachtmeister Studer (1939)
- Fräulein Huser (1940)
- Das Weyerhus (1940)
- Der letzte Postillon vom St. Gotthard (1941)
- Mennesker drager forbi (1942)
- The White Hell of Pitz Palu (1950)
- Oberstadtgass (1956)
- Der 10. Mai (1957)
- Sædelighedsforbryderne (1963)
- Der letzte raum (tv-film, 1966)
- Dällebach Kari (1970)
- Emil fra Lønneberg (1971)
- Der Fall (1972)
- Landflucht (tv-film, 1979)